# 布恩二號鎮區 (密蘇里州格林縣)
布恩二號鎮區（英語：Boone No. 2 Township）是位於美國密蘇里州格林縣的一個行政鎮區。

## 地方資料
布恩二號鎮區的面積為51.94平方千米，當中陸地面積為51.93平方千米，而水域面積為0.01平方千米。根據2020年美國人口普查的數據，當地共有人口929人，而人口密度為每平方千米17.89人。